# Monsterhaus
Monsterhaus (Originaltitel Monster House) war eine US-amerikanische Fernsehsendung, in der ein Handwerkerteam fünf Tage Zeit bekam, um ein Haus nach einem von dessen Besitzern vorgegebenen Mottos umzugestalten. Die Sendung wurde moderiert von Steve Watson, der gleichzeitig der Vorarbeiter der Handwerker ist. Im Vordergrund der Sendung stehen dabei die meist außergewöhnlichen Umbauten, das Funktionieren der Handwerker als Einheit und die Reaktion der Hausbesitzer auf das Geschehen vor dem Haus.
Die Sendung lief ab 2003 bis zu ihrer Einstellung 2006 auf dem Discovery Channel und umfasste 3 Staffeln mit insgesamt 53 Episoden. In Deutschland sind die Folgen seit 2006 bei DMAX zu sehen.

## Regeln und Ablauf
Die Hausbesitzer geben ein Thema vor, z. B. Piraten, haben jedoch keinen direkten Einfluss darauf, was genau umgebaut wird. Während des Umbaus ziehen sie in einem vor dem Haus geparkten Wohnwagen und dürfen die Arbeiten am und im Haus nicht verfolgen.
Zunächst werden verschiedene zum Thema passende Projekte geplant, die von den anschließend erscheinenden Handwerkern umgesetzt werden müssen. Diese, meist 5 an der Zahl und einander unbekannt, haben dafür nun 5 Tage Zeit. Gelingt ihnen die Einhaltung der Deadline, erhalten sie diverses Werkzeug im Wert von circa 7500 US-Dollar, scheitern sie, engagiert die Produktionsleitung eine Firma, die die restliche Arbeit übernimmt. Im Anschluss an die Umbauarbeiten erscheint ein Dekorationsteam, welches das Haus säubert und dem Thema entsprechend einrichtet. Schließlich dürfen dann auch die Besitzer ihr Haus wieder betreten und die Veränderungen begutachten.